# Bouvardia laevis
Bouvardia laevis är en måreväxtart som beskrevs av Martin Martens och Henri Guillaume Galeotti. Bouvardia laevis ingår i släktet Bouvardia och familjen måreväxter. Inga underarter finns listade i Catalogue of Life.